# Prełom
Prełom (bułg. Прелом) – wieś w północnej Bułgarii, w obwodzie Łowecz, w gminie Łowecz.